# Assembleia Nacional Constituinte
A Assembleia Nacional Constituinte de 1911, que marca o início da Primeira República Portuguesa (1910-1926), nasce da necessidade de elaborar uma constituição, após a revolução republicana de 5 de Outubro de 1910.
Os deputados para a Assembleia Nacional Constituinte foram eleitos a 28 de Maio de 1911. A Assembleia Constituinte foi eleita através de um sufrágio em que só houve eleições em cerca de um terço dos círculos eleitorais e em que apenas os homens, cidadãos alfabetizados, os chefes de família e os maiores de 21 anos puderam votar. De salientar que este sufrágio foi onde o método de Hondt (representação proporcional) foi utilizado pela primeira vez na conversão dos votos em mandatos, ainda que apenas nas cidades de Lisboa, Porto e Coimbra.
O país tinha sido dividido, incluindo as ilhas adjacentes, em 51 círculos, elegendo cada um 4 deputados, com e excepção das duas maiores cidades do país, Lisboa e Porto, sendo 20 eleitos pela capital e 10 na segunda maior cidade. Horta e Angra do Heroísmo elegiam 3 deputados. Utilizaram-se dois sistemas de eleição. Em todos os círculos o sistema de votação em três candidatos para eleger quatro e nas cidades principais o método D'Hondt.
Dos trabalhos desta Assembleia Constituinte resultou a Constituição portuguesa de 1911.